# Persone di nome Gerardo
| Questa pagina contiene informazioni ricavate automaticamente dalle voci biografiche con l'ausilio del template Bio e di un bot. L'aggiornamento è periodico e automatico e ricostruisce completamente la pagina. Se manca una persona in questa lista, sei pregato di non aggiungerla, ma accertati piuttosto che la sua voce biografica contenga il template Bio e che i dati anagrafici siano correttamente compilati. Se il template Bio manca, inseriscilo tu stesso o, in alternativa, metti l'avviso {{tmp\|Bio}} che ne segnala la mancanza. Se i dati riportati sono sbagliati, correggi direttamente la voce biografica; le modifiche saranno visibili in questa lista entro pochi giorni. Per chiarimenti vedi il progetto antroponimi. La lista contiene solo le 179 persone che sono citate nell'enciclopedia e per le quali è stato implementato correttamente il template Bio. Pagina aggiornata al 22 lug 2025. |

Questa è una lista di persone presenti nell'enciclopedia che hanno il nome Gerardo, suddivise per attività principale.

## Abati(1)
- Gerardo di Brogne, abate e santo belga (Mettet - Saint-Gérard, † 959)

## Allenatori di calcio(5)
- Gerardo Bedoya, allenatore di calcio e ex calciatore colombiano (Ebéjico, n. 1975)
- Gerardo Espinoza, allenatore di calcio e ex calciatore messicano (Guamúchil, n. 1981)
- Gerardo García, allenatore di calcio e ex calciatore spagnolo (Siviglia, n. 1974)
- Gerardo Martino, allenatore di calcio e ex calciatore argentino (Rosario, n. 1962)
- Gerardo Seoane, allenatore di calcio e ex calciatore svizzero (Lucerna, n. 1978)

## Allenatori di pallacanestro(1)
- Jerry Batista, allenatore di pallacanestro portoricano (n. 1970)

## Antropologi(1)
- Gerardo Reichel-Dolmatoff, antropologo e archeologo austriaco (Salisburgo, n. 1912 - Bogotà, † 1994)

## Architetti(1)
- Gerardo Mazziotti, architetto italiano (Corigliano Calabro, n. 1924 - Napoli, † 2022)

## Arcivescovi cattolici(1)
- Gerardo Pierro, arcivescovo cattolico italiano (Mercato San Severino, n. 1935 - Pontecagnano Faiano, † 2025)

## Astrologi(1)
- Gerardo da Sabbioneta, astrologo, astronomo e traduttore italiano (Sabbioneta)

## Attori(5)
- Max Alvarado, attore filippino (Manila, n. 1929 - Metro Manila, † 1997)
- Gerardo Amato, attore e regista teatrale italiano (Ascoli Satriano, n. 1949)
- Gerardo Chendo, attore argentino (Buenos Aires, n. 1970)
- Gerardo Scala, attore italiano (Napoli, n. 1949)
- Gerardo Vera, attore, regista e costumista spagnolo (Miraflores de la Sierra, n. 1947 - Miraflores de la Sierra, † 2020)

## Avvocati(3)
- Gerardo Berenga, avvocato e politico italiano (Lanciano, n. 1860 - Lanciano, † 1944)
- Gerardo Marotta, avvocato e filosofo italiano (Napoli, n. 1927 - Napoli, † 2017)
- Gerardo Villanacci, avvocato e giurista italiano (Avellino, n. 1958)

## Banchieri(1)
- Gerardo Braggiotti, banchiere italiano (Casablanca, n. 1952)

## Bassisti(1)
- Gerry Manzoli, bassista e paroliere italiano (Milano, n. 1941)

## Bibliotecari(1)
- Gerardo Bruni, bibliotecario e politico italiano (Cascia, n. 1896 - Roma, † 1975)

## Briganti(1)
- Gerardo De Felice, brigante italiano (Oppido Lucano, n. 1828 - Vaglio di Basilicata, † 1866)

## Calciatori(33)
- Gerardo Alcoba, ex calciatore uruguaiano (Montevideo, n. 1984)
- Gerardo Altuna, ex calciatore peruviano (San Vicente de Cañete, n. 1939)
- Gerardo Arias, calciatore guatemalteco (Escuintla, n. 1985)
- Gerardo Arteaga, calciatore messicano (Zapopan, n. 1998)
- Gerardo Bernard, calciatore italiano (Trieste, n. 1921 - † 1999)
- Gerardo Bortoletti, calciatore e arbitro di calcio italiano (Belluno, n. 1889 - Padova, † 1959)
- Gerardo Coque, calciatore e allenatore di calcio spagnolo (Valladolid, n. 1928 - Valladolid, † 2006)
- Gerardo Elías Cortés, ex calciatore cileno (Concepción, n. 1988)
- Gerardo Esquivel, ex calciatore messicano (Città del Messico, n. 1966)
- Gerardo Flores, ex calciatore messicano (Xochitepec, n. 1986)
- Gerardo Galindo, ex calciatore messicano (Cuernavaca, n. 1978)
- Gerardo Berodia, ex calciatore spagnolo (Madrid, n. 1981)
- Maximiliano Gómez, calciatore argentino (Buenos Aires, n. 1988)
- Gerardo Gordillo, calciatore guatemalteco (Città del Guatemala, n. 1994)
- Sebastián Gularte, calciatore uruguaiano (Tacuarembó, n. 1990)
- Gerardo Lugo, ex calciatore messicano (n. 1955)
- Federico Magallanes, ex calciatore uruguaiano (Montevideo, n. 1976)
- Gerardo Miranda, ex calciatore spagnolo (Nouakchott, n. 1956)
- William Méndez, ex calciatore venezuelano (San Cristóbal, n. 1958)
- Gerardo Navarrete, calciatore cileno (Concepción, n. 1994)
- Gerardo Ortiz, calciatore paraguaiano (Encarnación, n. 1989)
- Gerardo Ottani, calciatore italiano (Greco Milanese, n. 1909 - Bologna, † 1997)
- Gerardo Pelusso, ex calciatore e allenatore di calcio uruguaiano (Florida, n. 1954)
- Gerardo Rabajda, ex calciatore uruguaiano (Montevideo, n. 1967)
- Gerardo Reinoso, ex calciatore argentino (La Rioja, n. 1965)
- Gerardo Rivas, calciatore paraguaiano (Asunción, n. 1905)
- Gerardo Romero, calciatore paraguaiano (n. 1906)
- Gerardo Torrado, ex calciatore messicano (Città del Messico, n. 1979)
- Gerardo Valenzuela, calciatore statunitense (Boca Raton, n. 2004)
- Gerardo Vallejo, ex calciatore colombiano (Medellín, n. 1976)
- Gerardo Vonder Putten, ex calciatore uruguaiano (Montevideo, n. 1988)
- Gerardo Yecerotte, calciatore boliviano (San Ramón de la Nueva Orán, n. 1988)
- Gerardo dos Santos, calciatore brasiliano (San Paolo, n. 1962 - † 2021)

## Cantanti(1)
- Gerardo Carmine Gargiulo, cantante e compositore italiano (Solofra, n. 1950)

## Cardinali(4)
- Gerardo Allucingoli, cardinale italiano (Lucca)
- Gerardo Bianchi, cardinale e vescovo cattolico italiano (Gainago - Roma, † 1302)
- Gerardo da Sessa, cardinale italiano (Cremona, † 1212)
- Gerardo Landriani Capitani, cardinale italiano (Milano - Viterbo, † 1445)

## Cavalieri(1)
- Gerardo Conforti, cavaliere italiano (Salerno, n. 1903 - Napoli, † 1982)

## Compositori(1)
- Gerardo Tristano, compositore italiano (Cesinali, n. 1955)

## Conduttori radiofonici(1)
- Gerardo Panno, conduttore radiofonico italiano (Roma, n. 1959 - Roma, † 2012)

## Critici d'arte(1)
- Gerardo Mosquera, critico d'arte cubano (L'Avana, n. 1945)

## Dirigenti sportivi(1)
- Gerardo Werthein, dirigente sportivo, imprenditore e politico argentino (Buenos Aires, n. 1955)

## Disc jockey(1)
- Zatox, disc jockey italiano (Tivoli, n. 1975)

## Generali(2)
- Gerardo Branca, generale, dirigente sportivo e calciatore italiano (Napoli, n. 1894 - Napoli, † 1964)
- Gerardo Zaccardo, generale italiano (Muro Lucano, n. 1899 - Roma, † 1996)

## Giocatori di baseball(1)
- Gerardo Parra, giocatore di baseball venezuelano (Santa Bárbara del Zulia, n. 1987)

## Giornalisti(2)
- Gerardo D'Amico, giornalista e scrittore italiano (Vietri sul Mare, n. 1965)
- Gerardo Greco, giornalista, conduttore televisivo e autore televisivo italiano (Roma, n. 1966)

## Giuristi(1)
- Gerardo Santini, giurista e avvocato italiano (Morciano di Romagna, n. 1924 - Bologna, † 1988)

## Guerriglieri(1)
- Gerardo Curcio, guerrigliero e militare italiano (Polla, n. 1762 - Napoli, † 1825)

## Imprenditori(1)
- Gerardo Soglia, imprenditore italiano (Salerno, n. 1971)

## Ingegneri(1)
- Gerardo Canfora, ingegnere italiano (Nocera Inferiore, n. 1963)

## Magistrati(2)
- Gerardo D'Ambrosio, magistrato e politico italiano (Santa Maria a Vico, n. 1930 - Milano, † 2014)
- Gerardo Di Martino, magistrato e politico italiano (Noto, n. 1878 - Roma, † 1946)

## Matematici(2)
- Gerardo di Bruxelles, matematico e filosofo belga († 1260)
- Gerardo Mercatore, matematico, astronomo e cartografo fiammingo (Rupelmonde, n. 1512 - Duisburg, † 1594)

## Medici(1)
- Gerardo De Michele, medico e politico italiano (Cesa, n. 1917 - Napoli, † 1995)

## Militari(5)
- Gerardo De Angelis, militare, sceneggiatore e partigiano italiano (Taurasi, n. 1894 - Roma, † 1944)
- Gerardo Ercolessi, militare italiano (Pesaro, n. 1861)
- Gerardo I di Rossiglione, militare franco († 1113)
- Gerardo Lustrissimi, militare italiano (Subiaco, n. 1918 - Africa Settentrionale Italiana, † 1942)
- Gerardo Sergi, militare italiano (Portoscuso, n. 1917 - Roma, † 1944)

## Monaci cristiani(1)
- Gerardo Sasso, monaco cristiano italiano (Scala - Gerusalemme, † 1120)

## Musicisti(2)
- Gerardo Matos Rodríguez, musicista, compositore e giornalista uruguaiano (Montevideo, n. 1897 - Montevideo, † 1948)
- Gerardo Velez, musicista statunitense (The Bronx, n. 1947)

## Nobili(16)
- Gerardo di Buonalbergo, nobile († 1086)
- Gerardo de Grenier, nobile
- Gerardo I di Parigi, nobile franco († 779)
- Gerardo II di Rossiglione, nobile franco († 1172)
- Gerardo flamens, nobile
- Gerardo I di Gheldria, nobile († 1129)
- Gerardo di Berg, nobile tedesco († 1360)
- Gerardo di Jülich-Berg, nobile tedesco (Castello di Lülsdorf, † 1475)
- Gerardo I di Metz, nobile tedesco († 910)
- Gerardo III il Grande, conte di Holstein, nobile tedesco (Randers, † 1340)
- Gerardo Antonio Silva, nobile italiano (Milano, n. 1646 - † 1714)
- Gerardo II d'Armagnac, nobile francese
- Gerardo III d'Armagnac, nobile francese († 1160)
- Gerardo IV d'Armagnac, nobile francese († 1215)
- Gerardo V d'Armagnac, nobile francese († 1219)
- Gerardo VI d'Armagnac, nobile francese († 1285)

## Orafi(1)
- Gerardo Sacco, orafo, imprenditore e gioielliere italiano (Crotone, n. 1940)

## Orientalisti(1)
- Gerardo Meloni, orientalista italiano (Urbino, n. 1882 - Il Cairo, † 1912)

## Pentatleti(1)
- Gerardo Cortés, pentatleta cileno (Santiago del Cile, n. 1928)

## Pittori(4)
- Gerardo Astorino, pittore e architetto italiano
- Gerardo Bianchi, pittore italiano (Monza, n. 1845 - Milano, † 1922)
- Gerardo Dottori, pittore italiano (Perugia, n. 1884 - Perugia, † 1977)
- Dr. Atl, pittore e scrittore messicano (Guadalajara, n. 1875 - Città del Messico, † 1964)

## Poeti(3)
- Gerardo Diego, poeta e scrittore spagnolo (Santander, n. 1896 - Madrid, † 1987)
- Gerardo Sangiorgio, poeta e saggista italiano (Cancello Arnone, n. 1921 - Biancavilla, † 1993)
- Gerardo Trisolino, poeta, scrittore e critico letterario italiano (Francavilla Fontana, n. 1952)

## Politici(12)
- Gerardo Agostini, politico italiano (Monteleone di Fermo, n. 1919 - Gallicano nel Lazio, † 2012)
- Gerardo Bianchi, politico e sindacalista italiano (Pistoia, n. 1905 - † 1997)
- Gerardo Bianco, politico e latinista italiano (Guardia Lombardi, n. 1931 - Roma, † 2022)
- Gerardo Chiaromonte, politico, giornalista e scrittore italiano (Napoli, n. 1924 - Vico Equense, † 1993)
- Gerardo De Caro, politico italiano (Molfetta, n. 1909 - † 1993)
- Gerardo De Prisco, politico italiano (Lago, n. 1939)
- Gerardo Gaibisso, politico italiano (Porto Santo Stefano, n. 1927 - Frosinone, † 2018)
- Gerardo Galeote, politico spagnolo (San Paolo, n. 1957)
- Gerardo Labellarte, politico italiano (Melfi, n. 1956)
- Gerardo Litterio, politico italiano (Pescopennataro, n. 1926 - Campobasso, † 2025)
- Gerardo Machado, politico e generale cubano (Camajuaní, n. 1871 - Miami Beach, † 1939)
- Mario Oliverio, politico italiano (San Giovanni in Fiore, n. 1953)

## Poliziotti(1)
- Gerardo Catena, carabiniere italiano (Roma, n. 1967 - Lago di Massaciuccoli, † 1991)

## Pugili(1)
- Kid Gavilán, pugile cubano (Camagüey, n. 1926 - Miami, † 2003)

## Registi(3)
- Gerardo D'Andrea, regista italiano (Napoli, n. 1937 - Napoli, † 2021)
- Gerardo Guerrieri, regista e drammaturgo italiano (Matera, n. 1920 - Roma, † 1986)
- Gerardo Olivares, regista e sceneggiatore spagnolo (Cordova, n. 1964)

## Religiosi(5)
- Gerardo Cagnoli, religioso italiano (Valenza - Palermo, † 1342)
- Gerardo di Chiaravalle, religioso francese (Clairvaux, † 1138)
- Gerardo Maiella, religioso italiano (Muro Lucano, n. 1726 - Materdomini, † 1755)
- Gerardo Sereni, religioso e teologo italiano (Bologna, n. 1255 - Avignone, † 1317)
- Gerardo di Borgo San Donnino, religioso italiano (Fidenza - Sicilia, † 1276)

## Rugbisti a 15(1)
- Gerardo Cinti, ex rugbista a 15 e allenatore di rugby a 15 italiano (Roma, n. 1953)

## Santi(1)
- Gerardo dei Tintori, santo italiano (Monza, n. 1134 - Monza, † 1207)

## Scrittori(1)
- Gerardo Mello Mourao, scrittore, politico e giornalista brasiliano (Ipueiras, n. 1917 - Rio de Janeiro, † 2007)

## Storici(2)
- Gerardo Bamonte, storico e scrittore italiano (Roma, n. 1939 - Roma, † 2008)
- Gerardo Maurisio, storico italiano (Vicenza)

## Teologi(1)
- Gerardo di Abbeville, teologo francese (n. 1220 - † 1272)

## Vescovi(3)
- Gerardo di Csanád, vescovo e santo italiano (Venezia - Buda, † 1046)
- Gerardo di Toul, vescovo e santo francese (Colonia - Toul, † 994)
- Gerardo di Mâcon, vescovo e monaco cristiano franco

## Vescovi cattolici(15)
- Gerardo Antonazzo, vescovo cattolico italiano (Supersano, n. 1956)
- Gerardo, vescovo cattolico italiano († 1060)
- Gerardo, vescovo cattolico italiano
- Gerardo I di Cambrai, vescovo cattolico franco († 1051)
- Gerardo de' Taccoli, vescovo cattolico italiano (Reggio Emilia - Cison di Valmarino, † 1197)
- Gerardo Primiero, vescovo cattolico italiano († 1128)
- Gerardo Della Porta, vescovo cattolico e santo italiano (Piacenza - Potenza, † 1119)
- Gerardo Grassi, vescovo cattolico italiano (Bologna)
- Gerardo Melgar Viciosa, vescovo cattolico spagnolo (Cervatos de la Cueza, n. 1948)
- Gerardo Offreducci da Marostica, vescovo cattolico italiano
- Gerardo Oscasali, vescovo cattolico italiano († 1232)
- Gerardo Rocconi, vescovo cattolico italiano (Corinaldo, n. 1949)
- Gerardo Ernesto Salas Arjona, vescovo cattolico venezuelano (Bailadores, n. 1966)
- Gerardo Villalonga Hellín, vescovo cattolico spagnolo (Mahón, n. 1958)
- Gerardo da Camino, vescovo cattolico italiano († 1217)

## Senza attività specificata(18)
- Gerardo di Lorena, conte (Remiremont, † 1070)
- Gerardo di Avesnes, cavaliere medievale francese
- Gerardo I d'Armagnac, francese
- Gerardo II di Gheldria, conte
- Gerardo I di Jülich, conte
- Gerardo II di Jülich, conte
- Gerardo III di Jülich, conte
- Gerardo IV di Jülich, conte
- Gerardo V di Jülich, conte
- Gerardo VI di Jülich, conte († 1328)
- Gerardo di Cleves-Mark, conte († 1461)
- Gerardo I di Mâcon, conte († 1184)
- Gerardo II di Mâcon, conte († 1225)
- Gerardo I d'Alvernia, conte († 841)
- Gerardo di Rossiglione, conte († 874)
- Gerardo VI di Oldenburg, conte tedesco (n. 1430 - † 1500)
- Gerardo di Gheldria, conte († 1182)
- Gerardo III di Gheldria, conte (n. 1185 - † 1229)